# كفافيورد
كفافيورد (بالنرويجية: Kvæfjord)‏ هي بلدية في مقاطعة ترومس، النرويج. تعد جزءاً من منطقة هولوغالاند الوسطى التقليدية. المركز الإداري للبلدية هي قرية بوركنيس. من بين القرى الأخرى في البلدية هوندستاد، ولانغفاسبوكتا، وريفسنيس.

## المناخ
يظهر الجدول التالي التغييرات المناخية على مدار السنة لكفافيورد:
| البيانات المناخية لـكفافيورد               | البيانات المناخية لـكفافيورد | البيانات المناخية لـكفافيورد | البيانات المناخية لـكفافيورد | البيانات المناخية لـكفافيورد | البيانات المناخية لـكفافيورد | البيانات المناخية لـكفافيورد | البيانات المناخية لـكفافيورد | البيانات المناخية لـكفافيورد | البيانات المناخية لـكفافيورد | البيانات المناخية لـكفافيورد | البيانات المناخية لـكفافيورد | البيانات المناخية لـكفافيورد | البيانات المناخية لـكفافيورد |
| الشهر                                      | يناير                        | فبراير                       | مارس                         | أبريل                        | مايو                         | يونيو                        | يوليو                        | أغسطس                        | سبتمبر                       | أكتوبر                       | نوفمبر                       | ديسمبر                       | المعدل السنوي                |
| ------------------------------------------ | ---------------------------- | ---------------------------- | ---------------------------- | ---------------------------- | ---------------------------- | ---------------------------- | ---------------------------- | ---------------------------- | ---------------------------- | ---------------------------- | ---------------------------- | ---------------------------- | ---------------------------- |
| متوسط درجة الحرارة الكبرى °م (°ف)          | −0.5 (31.1)                  | −0.3 (31.5)                  | 1.6 (34.9)                   | 4.3 (39.7)                   | 9.0 (48.2)                   | 13.3 (55.9)                  | 15.6 (60.1)                  | 15.0 (59.0)                  | 10.8 (51.4)                  | 6.4 (43.5)                   | 2.3 (36.1)                   | 0.4 (32.7)                   | 6.5 (43.7)                   |
| المتوسط اليومي °م (°ف)                     | −2.8 (27.0)                  | −2.5 (27.5)                  | −1.0 (30.2)                  | 1.9 (35.4)                   | 6.4 (43.5)                   | 10.2 (50.4)                  | 12.6 (54.7)                  | 12.1 (53.8)                  | 8.3 (46.9)                   | 4.3 (39.7)                   | 0.4 (32.7)                   | −1.9 (28.6)                  | 4.0 (39.2)                   |
| متوسط درجة الحرارة الصغرى °م (°ف)          | −5.2 (22.6)                  | −5.0 (23.0)                  | −3.6 (25.5)                  | −1.0 (30.2)                  | 3.1 (37.6)                   | 7.2 (45.0)                   | 9.7 (49.5)                   | 9.0 (48.2)                   | 5.6 (42.1)                   | 1.9 (35.4)                   | −1.9 (28.6)                  | −4.2 (24.4)                  | 1.3 (34.3)                   |
| الهطول مم (إنش)                            | 81 (3.2)                     | 74 (2.9)                     | 59 (2.3)                     | 47 (1.9)                     | 33 (1.3)                     | 40 (1.6)                     | 51 (2.0)                     | 56 (2.2)                     | 82 (3.2)                     | 109 (4.3)                    | 94 (3.7)                     | 94 (3.7)                     | 820 (32.3)                   |
| متوسط أيام هطول الأمطار (≥ 1 mm)           | 12.6                         | 12.4                         | 10.6                         | 9.9                          | 7.9                          | 9.2                          | 11.0                         | 11.6                         | 14.3                         | 16.3                         | 13.9                         | 15.0                         | 144.7                        |
| المصدر: Norwegian Meteorological Institute |                              |                              |                              |                              |                              |                              |                              |                              |                              |                              |                              |                              |                              |